# Infanteriedivisie Röhn
De Infanteriedivisie Röhn (Duits: Infanterie-Division Röhn) was een Duitse schaduw-infanteriedivisie (Duits: Schatten-Division) tijdens de Tweede Wereldoorlog. De divisie werd opgericht en alweer opgeheven voor de oprichting compleet en afgesloten was. Dit was een zogenaamde Schattendivisie (schaduwdivisie). Schattendivisies werden getraind "in de schaduw" van reguliere divisies, en werden als versterking ingezet als de oorspronkelijke divisie verliezen leed. Dergelijke divisies werden doorgaans vernoemd naar hun locatie, meestal hun oefenterrein.

## Geschiedenis
Infanteriedivisie Röhn werd opgericht op 3 augustus 1944 op Oefenterrein Wildflecken in de Rhön als onderdeel van de 31. Welle. De bedoeling was de divisie op 25 september 1944 gevechtsklaar te hebben. Echter, al op 26 augustus 1944 werd de oprichting afgebroken en werden de reeds opgerichte delen ondergebracht in de 566e Volksgrenadierdivisie.

## Commandanten
| Rang | Naam     | Begin           | Eind             |
| ---- | -------- | --------------- | ---------------- |
|      | onbekend | 3 augustus 1944 | 26 augustus 1944 |

## Samenstelling
- Grenadier-Regiment Rhön 1
- Grenadier-Regiment Rhön 2
- Artillerie-Abteilung Rhön
- Panzerjäger-Kompanie Rhön
- Pionier-Bataillon Rhön